# Azalea Quiñones
Azalea Quiñones (27 tháng 5 năm 1951 ) là một họa sĩ và nhà thơ người Venezuela. Trong tác phẩm nghệ thuật nhựa của mình, bà kết hợp các kỹ thuật vẽ và cắt dán, bằng cách sử dụng các vật liệu như than, bút chì, đay, dầu, phấn, sơn và lụa. Cuốn sách Purisima của bà bao gồm cả văn xuôi và thơ.
Quiñones nhận được Giải thưởng Nghệ thuật Nhựa Quốc gia Venezuela năm 2010. tác phẩm của bà đã được trưng bày tại phòng trưng bày lớn và triển lãm bao gồm salon Nacional de Jóvenes Artistas (National Salon Young Artists), các Galería Tiempo Argentino, là người đầu tiên Havana Biennial và Galería de Arte Nacional (GAN), và đã được trình chiếu tại Buenos Aires, Colombia, Cuba, Mexico, Tây Ban Nha, Thụy Sĩ, Đức và Hoa Kỳ cũng như Venezuela.

## Tuổi thơ và giáo dục
Năm 1956, gia đình Quiñones-Hernández chuyển đến Caracas. Năm 1972, bà vào học Escuela de Artes Plásticas Cristóbal Rojas de Caracas (Trường Nghệ thuật Nhựa Cristobal Rojas), nơi bà học với các nghệ sĩ bao gồm Luis Guevara Moreno, Alirio Rodríguez, Edgar Sánchez và Pedro León.
Năm 1975, bà tốt nghiệp trường Nghệ thuật tạo hình Cristóbal Rojas. Bà đi du lịch đến Bogotá và Medellín trong khoảng năm 1976 đến 1977, thăm Phòng trưng bày và Bảo tàng. Bà được truyền cảm hứng từ tác phẩm của họa sĩ người Colombia Fernando Botero. Bà đến thăm New York, Panama và Mexico vào cuối năm 1978.

## Ảnh minh họa
Vào những năm 80, bà sống và đi khắp châu Âu, du lịch tới Đức, Thụy Sĩ và Zurich. Khi ở Madrid, Tây Ban Nha, bà đã kết nối với loạt tranh Đen của Goya và các tác phẩm của Gaudí ở Barcelona. Bà đến thăm Paris và Rome, gặp gỡ những nghệ sĩ nhựa vĩ đại nhất thời đại. Bà tham dự Venice Biennale và trở về Tây Ban Nha với một tầm nhìn hoàn chỉnh về những bậc thầy vĩ đại nhất của nghệ thuật châu Âu, và một nghiên cứu mãnh liệt về tác phẩm của Picasso.
bà trở lại Venezuela vào năm 1981 và lấy cảm hứng từ Tranh Đen, tạo ra một loạt các bức chân dung quy mô lớn và chân dung tôn giáo. Tại đây, bà đã giới thiệu bức chân dung đôi mà bà đã phát triển trong suốt sự nghiệp của mình, thể hiện rõ nhất trong tác phẩm El Arcángel của cô. Tại đây, bà bắt đầu tập trung vào công việc của mình xung quanh danh tính và kinh nghiệm kép (desdoblamiento).
Những bức ảnh tự sướng khỏa thân đầu tiên của bà được thực hiện với chủ đề tôn giáo, kết hợp các nhân vật công cộng Venezuela. Sự đóng đinh đã trở thành trung tâm của công việc tôn giáo của cô, được nhìn thấy ở La Cena, nơi bà nhân cách hóa Jesus và Judas trong một bức chân dung đôi. Tại đây, bà bắt đầu một giai đoạn trắng ngắn dựa trên chủ đề hiệp thông.
Năm 1982, Quiñones bắt đầu và hoàn thành loạt Penintencias của mình, kết hợp cắt dán trong các bức chân dung tự họa của cô. Bà bắt đầu loạt phim La Boda, một loạt ảnh ghép, và kết thúc giai đoạn trắng của mình, phát triển với một chủ nghĩa thần bí tôn giáo (misticismo) được minh họa rõ nhất bởi tác phẩm của cô, Los Invitados.
Năm 1984, bà đã khởi động giai đoạn đỏ của mình với loạt phim Las Niñas de Carroll, một sự tôn kính dành cho Lewis Carroll. bà đã hoàn thành loạt El Tarot của mình trong bản phác thảo và sơn dầu.
Năm 1987, bà chụp một bức tranh khỏa thân cho triển lãm nhiếp ảnh Los Revulsivos của Luigi Scotto. Triển lãm này đã được trưng bày trong một phòng trưng bày có tên Los Espacios Cálidos ở Caracas Athenaeum, một tổ chức văn hóa. Một năm sau, triển lãm được trưng bày ở phía nam Brazil.
Vào đầu những năm 90, Quiñones bắt đầu loạt Tiempo de Flores y Otros Deleites, trong đó có các tác phẩm được vẽ bằng ngón tay. Sau đó, bà đi đến vùng núi Andes của Venezuela và ở lại Rubio, một thị trấn ở bang Táchira trong một năm. Tại đây, bà bắt đầu và kết thúc loạt phim Los Infantes, mà bà nói được lấy cảm hứng từ những giấc mơ về trò chơi, búp bê và đồ vật từ thời thơ ấu của bà mặc đồ ảo ảnh và tưởng tượng. Loạt sử dụng phương tiện truyền thông hỗn hợp bao gồm cả sơn dầu trên giấy.
Quiñones trở lại Caracas vào giữa năm 1995. Tại Caracas, bà đã triển lãm loạt phim Los Infantes và hoàn thành loạt tranh sơn dầu có tên Viaje al fin de la noche, nơi bà bắt đầu khám phá những bức ảnh tự sướng khỏa thân một lần nữa. Bà tích hợp sâu sắc tôn giáo Công giáo vào cuộc sống và công việc của mình.
Vào đầu năm 1999, bà tiếp tục với các nhân vật hàng ngày và bao gồm chân dung của trẻ em, gia đình Do Thái và nạn nhân Holocaust trong một loạt. Hoạ tiết và nét cọ nhanh có thể được nhìn thấy trong nền của bức tranh. Bà đã hoàn thành và giới thiệu loạt tranh sơn dầu có tên là por el Mundo.
Azalea Quiñones đã hoàn thành bộ ba mang tên Paz en la tierra (Hòa bình trên Trái đất) vào năm 2002, tiếp theo là các mảnh Rojo infinito (Infinite red, 2004) và Del infinito Rojo (2004). bà đã nhận được giải Premio Nacional de Cultura Artes Plásticas Venezuela (Giải thưởng văn hóa quốc gia của Venezuela về nghệ thuật tạo hình), 2008-2010.